# Erik Remmerswaal
Erik Remmerswaal (Wassenaar, 24 april 1969) is een Nederlands honkballer.
Remmerswaal, een rechtshandige werper, speelde honkbal bij Wassenaar en VUC en ging daarna hoofdklasse spelen bij DOOR Neptunus waarmee hij diverse successen behaalde zoals het landskampioenschap en de Europacup I. Hierna kwam hij nog uit in de hoofdklasse voor Almere'90 en in 2008 stapte hij na de degradatie van Almere '90 uit de hoofdklasse over naar ADO uit Den Haag. Remmerswaal kwam bij de selectie van het Nederlands honkbalteam in 1997 maar het zou tot 2000 duren voordat hij zijn eerste officiële interland speelde. In 2002 kwam hij uit met het team tijdens de Haarlemse Honkbalweek en de Intercontinental Cup. In 2008 beëindigde hij zijn topsportcarrière bij ADO uit Den Haag.
Sharnol Adriana · 
Johnny Balentina · 
Patrick Beljaards · 
Ken Brauckmiller · 
Rob Cordemans · 
Jeffrey Cranston · 
Michaël Crouwel · 
Radhames Dijkhoff · 
Robert Eenhoorn · 
Rikkert Faneyte · 
Evert-Jan 't Hoen · 
Chairon Isenia · 
Percy Isenia · 
Eelco Jansen · 
Ferenc Jongejan · 
Dirk van 't Klooster · 
Patrick de Lange · 
Raily Legito · 
Jurriaan Lobbezoo · 
Remy Maduro · 
Hensley Meulens · 
Ralph Milliard · 
Erik Remmerswaal · 
Orlando Stewart